# 서인천 나들목
서인천 나들목(W.Incheon IC)은 인천광역시 서구 가정1동, 가정2동, 가정3동, 계양구 효성2동, 부평구 청천1동에 걸쳐 설치된 경인고속도로의 3번, 인천대로의 교차로이자 경인고속도로의 기점이다. 2017년 12월 1일 경인고속도로 노선 단축으로 이 나들목이 경인고속도로 기점이 되었다.

## 연혁
- 1968년 12월 21일 : 경인고속도로 가좌 ~ 서울 구간 개통에 따라 영업 개시[2]
- 2014년 9월 5일 : 서인천 나들목 서구청 방향·서울 방향 진출입로 임시 폐쇄 및 이설[3][4]
- 2015년 10월 28일 : 서인천 나들목 서울 방향 진출입로 재개통[5]
- 2017년 12월 1일 : 경인고속도로 인천 ~ 서인천 구간 고속국도 지정 해제로 고속도로 기점이 됨[6]

## 구조물 정보
- 위치 : 인천광역시 서구 가정동, 계양구 효성동, 부평구 청천동

본래의 구조물은 다이아몬드 교차로 형식으로 나들목 북서쪽에 위치한 가정오거리를 통해 다른 도로와 연계되어 있었으나, 루원시티의 개발과 동시에 청라국제도시를 잇는 봉오대로 구간이 완공되면서 2014년 8월 28일에 서울 방향으로 약 800m 이전되었다. 단, 인천 방향 나들목은 기존 구조물을 통해 진출입한다.

## 접속하는 도로
- 서곶로 (인천 방향)
- 봉오대로 (국도 제6호선, 국도 제77호선, 국가지원지방도 제84호선, 국가지원지방도 제98호선, 서울 방향)
- 간접 연결 : 가남로, 아나지로, 가석로